# Vilanova de Arousa

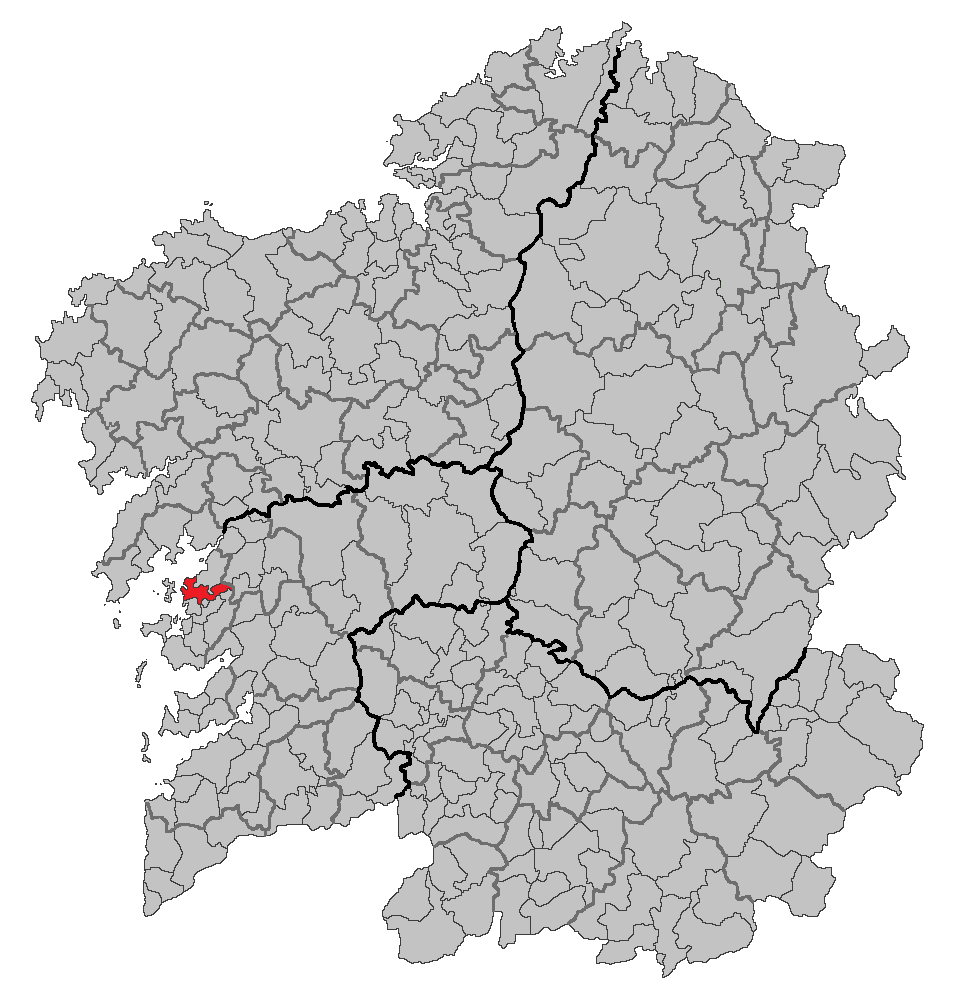
Vilanova de Arousa, Pontevedra, Galizia

Vilanova de Arousa è un comune spagnolo di 10 333 abitanti situato nella comunità autonoma della Galizia e che si trova 28 km a nord dalla città di Pontevedra.

Nel 1998 il territorio comunale venne suddiviso e parte di esso divenne del nuovo comune di A Illa de Arousa.
La cittadina è tradizionalmente il punto di imbarco dei pellegrini della cosiddetta “Variante Espiritual” del Cammino Portoghese sino a Pontecesures e Padron e riproduce il viaggio del corpo dell'apostolo San Giacomo quando è approdato in Galizia.